# Voto (elezione)
Il voto è un metodo attraverso cui il corpo elettorale esprime un giudizio. Il gruppo di persone chiamate a votare può esser più o meno grande e a seconda dei casi può variare e comprendere i partecipanti di una riunione così come gli appartenenti a una circoscrizione elettorale e quindi a un'elezione.
Di solito il voto è uno strumento che serve a prendere una decisione in seguito a una discussione o un dibattito, ma può essere anche l'atto finale di una campagna elettorale, tramite la scheda elettorale.

## Forma
La forma della votazione può essere espressa in varie forme:
- Scritta, generalmente è la forma preferita a livello istituzionale ed una delle prime forme utilizzate dalle civiltà evolute
- Telematico[1], forma che prevede la comunicazione tramite linee telefoniche, telegrafiche oppure radio, quindi telefono, fax e sistemi similari, generalmente questo sistema ha lasciato il passo alla soluzione "Teleinformatico".
- Teleinformatico, forma che permette il voto tramite apparecchiature elettroniche, che possono anche essere a distanza (senza l'uso dei seggi elettorali e le specifiche macchine[2]) e in tempo pressoché reale, come nel caso del voto online[3]
- Alzata di mano, forma che può essere utilizza qualora i partecipanti del voto sono numericamente contenuti ed è possibile eseguire la votazione in un unico ambiente/sala
- Acustica, forma utilizzata in ambito mediatico, come nel caso dell'applausometro

Le varie forme di votazione non sono tutte equiparabili, in primis per la corretta rappresentazione del voto, in quanto non tutti i sistemi permettono la stessa vastità della scelta (in alcuni sistemi non si può andare oltre le due scelte), in secondo a seconda del corpo elettorale, infatti non tutti i sistemi permettono di coprire adeguatamente il corpo elettorale, per terzo non tutti hanno la stessa praticità e/o immediatezza d'utilizzo ed eventualmente di scrutinio.

## Tipologia
Il voto può essere in vari modi:
- Nominale, in questo caso il voto è direttamente legato o collegabile a colui che lo esprime
- Segreta, in questo caso il voto non può essere ricondotto al soggetto che lo esprime

La scelta tra una di queste tipologie di voto, che a volte sono collegate con la forma del voto (l'alzata di mano è per definizione un voto nominale), viene scelta in base anche alla sensibilità dell'argomento trattato.

## Scelte
Il voto può esprimere varie scelte:
- Preferenza, espressione di una scelta tra quelle presentate al voto
- Scheda bianca[4], espressione di mancata preferenza personale, che in molti sistemi (come nel sistema elettorale) tale voto viene conteggiato per ultimo in quanto viene attribuito al candidato che ha ottenuto più preferenze, mentre in altri sistemi (come nel caso del cinque per mille) le schede bianche vengono ripartite sulle varie opzioni
- Voto nullo[5], espressione di protesta, come nel caso di coloro che non ritengono d'essere sufficientemente rappresentati o sono contrari alle linee che vengono intraprese e che non contemplano tutti gli scenari
- Astensionismo[6], espressione di chi non mostra sufficiente interesse per la votazione o non di chi non si sente idoneamente informato per poter esprimere il voto, ma può essere anche causato da disguidi tecnici, quali lo stato di salute (coma, ecc...) o problemi nella documentazioni necessaria.

## Partecipazione
La partecipazione della votazione può essere un parametro necessario per raggiungere il Quorum e rendere così valida la votazione, inoltre nel caso sia necessario raggiungere il quorum, questo può avere requisiti differenti a seconda dell'argomento votato.